# 하나님의 임재
하나님의 임재 (Divine presence, presence of God, Inner God)란 하나님이 인간존재와 함께하는 것을 다루는 신학의 개념이다. 기독교와 유대교에서는 하나님이 모든 곳에 있다라는 즉 편재(omnipresent)를 말한다.

## 개념
- 임마누엘 – "하나님이 우리와 함께 계시다"는 신적 임재의 개념을 다루는 성경적 개념으로 기독교인들이 예수의 칭호 로 사용합니다.
- 성육신(기독교) – 성자 하나님 또는 로고스 (말씀)로도 알려진 삼위일체의 제 2 위격이 육신이 되신 것이다. 성찬식을 통하여 하나님의 임재를 체험한다.

## 하나님의 임재 해석
장 칼뱅은 하나님의 임재를 그리스도인들이 하나님을 아는 지식에 근거한 성화와 관련하여 주장한다.
```
하나님은 그를 아는 것만으로 자랑을 삼으라고 우리에게 명했는데도(렘 9:24), 성자의 이름만이 유독 우리에게 알려진 것은 얼마나 신기하고 위대한 일인가? 그 이름을 아는 것이 우리의 유일한 자랑의 근거라면, 누가 감히 그분이 일개 피조물에 지나지 않는다고 주장할 수 있다는 말인가? 이뿐 아니라 바울 서신의 서두에 나오는 인사말에는 동일한 축복이 성부와 마찬가지로 성자로부터 오기를 기원하고 있다(롬 1:7; 고전 1:3; 고후 1:2; 갈 1:3 등). 여기에서 우리는 하늘에 계신 아버지가 베풀어 주시는 축복들이 성자의 중재를 통하여 우리에게 올 뿐만 아니라, 또한 성자 자신이 아버지와 공동으로 권능에 참여하심으로써 그 축복들의 원천이 되는 것을 배우게 된다. 이 실제적인 지식은 공허한 어떤 사변보다도 더 확실하고 견고한 것임은 분명하다.32 참으로 경건한 사람들은, 자신이 깨우침을 받고 조명을 받고 보호함과 의롭다 함을 받고 또 거룩하게 되는 것을 느끼게 될 때, 하나님의 임재을 인식하고 하나님을 교제하게 된다.(기독교강요 1:13:13)
```

## 같이 보기
- 코람 데오
- 임마누엘

## 참고 문헌
- Borgen, Peder. Early Christianity and Hellenistic Judaism. Edinburgh: T & T Clark Publishing. 1996.
- Brown, Raymond. An Introduction to the New Testament. New York: Doubleday. 1997.
- Dunn, J. D. G.. Christology in the Making. London: SCM Press. 1989.
- Dupuis, Jacques. Christianity and the Religions. Maryknoll, NY: Orbis. 2002.
- Ferguson, Everett. Backgrounds in Early Christianity. Grand Rapids: Eerdmans Publishing. 1993.
- Greene, Colin J. D. Christology in Cultural Perspective: Marking Out the Horizons. Grand Rapids: InterVarsity Press. Eerdmans Publishing. 2003.
- Letham, Robert. The Work of Christ. Downers Grove: InterVarsity Press. 1993.
- Macleod, Donald. The Person of Christ. Downers Grove: InterVarsity Press. 1998.
- McGrath, Alister. Historical Theology: An Introduction to the History of Christian Thought. Oxford: Blackwell Publishing. 1998.
- Macquarrie, J.. Jesus Christ in Modern Thought. London: SCM Press. 1990.
- Neusner, Jacob. From Politics to Piety: The Emergence of Pharisaic Judaism. Providence, R. I.: Brown University. 1973.
- Norris, Richard A. Jr. The Christological Controversy. Philadelphia: Fortress Press. 1980.
- O'Collins, Gerald. Christology: A Biblical, Historical, and Systematic Study of Jesus. Oxford:Oxford University Press. 2009.
- _______ Jesus: A Portrait. London: Darton, Longman & Todd. 2008.
- _______ Salvation for All: God's Other Peoples. Oxford:Oxford University Press. 2008.
- Pelikan, Jaroslav. Development of Christian Doctrine: Some Historical Prolegomena. London: Yale University Press. 1969.
- _______ The Emergence of the Catholic Tradition (100-600). Chicago: University of Chicago Press. 1971.
- Rahner, Karl. Foundations of Christian Faith, trans. W.V. Dych. London: Darton, Longman & Todd. 1978.
- Tyson, John R. Invitation to Christian Spirituality: An Ecumenical Anthology. New York: Oxford University Press. 1999.